# Révolte du Telangana

Hyderabad en 1951

La révolte du Telangana est un soulèvement paysan se déroulant de 1946 à 1951, dirigé contre le nizâm de l'Hyderabad et conduit par le Parti communiste indien. Découlant des conditions de vie et des inégalités dans les campagnes, elle se déroule à la charnière de l'indépendance de l'Inde et joue un rôle déterminant dans l'histoire de la région.

## Contexte social et politique
A la veille de la jacquerie, l'Hyderabad est alors une principauté dirigée par Asaf Jâh VII et indirectement par l'Inde britannique. La répartition du domaine foncier est très inégalitaire, quelques propriétaires terriens détenant la majorité des terres. De plus, le système des castes, les expulsions et le travail forcé (vetti) aggravent la situation précaire de la classe paysanne.  
Depuis les années 1930, une organisation locale engagée dans la sauvegarde de la culture télougou, Andhra Mahasabha, réclame des mesures pour améliorer la condition des paysans et abroger le vetti. Sa frange radicale transforme l'organisation en une structure dirigée contre le nizâm, développe des comités villageois pour répandre ses idées et collabore avec le Parti communiste indien, bien implanté au Telangana.

## Déroulement de l'insurrection

Drapeau du Parti communiste indien.

L'élément déclencheur survient en 1946, lorsqu'un propriétaire terrien ordonne la réquisition d'une terre agricole, rencontre la résistance d'un groupe de paysans et ordonne leur arrestation. Le 4 juillet, une manifestation en faveur de leur libération est réprimée et un des leaders, Doddi Kammarayya, est assassiné. Les paysans organisent alors des assemblées devant les maisons des propriétaires et exigent la fin des extorsions. Les seigneurs féodaux et les fonctionnaires s'enfuient et le mouvement de révolte se répand.  Le Parti communiste indien développe une administration parallèle, s'étend dans environ 2 000 à 3 000 villages et en février 1948 commence à lancer des actions de guérilla. 
Avec la déclaration de l'indépendance de l'Inde en août 1947, un nouvel acteur entre en jeu. L'Hyderabad étant la plus grande et la plus prospère des provinces du sous-continent, des négociations s'engagent entre l'Union indienne et le pouvoir local. À partir de septembre 1948, après l'échec des négociations avec le nizam et les pogroms anti-hindous organisés par Kasim Razvi, chef des Razakars, l'armée indienne envahit le territoire et obtient la redittion du nizam le 18 septembre.
Sous la direction du général Jayanto Nath Chaudhuri, un pouvoir militaire se met en place et affronte les communistes, divisés entre eux sur la poursuite du combat. Face à l'offensive, en 1950 seuls quelques groupes isolés continuent l'insurrection. Après avoir en vain cherché de l’aide auprès de l'URSS et de la Chine, le Parti communiste indien déclara la cessation des hostilités en octobre 1951.

### Ouvrages
- (en) Debal K. SinghaRoy, Peasant Movements in Postcolonial India : Dynamics of Mobilization and Identity, New Delhi, Sage Publications, 2004, 275 p. (présentation en ligne)

- (en) Sundarayya Puchalapalli, Telangana People's Struggle and its Lessons, New Dehli, Foundation Books, 2006 (1re éd. 1972), 463 p. (présentation en ligne)

### Articles
- (en) Carolyn M. Elliott, « Decline of a Patrimonial Regime : The Telengana Rebellion in India », The Journal of Asian Studies, vol. 34, no 1,‎ 1974, p. 27-47 (ISSN 0021-9118, DOI 10.2307/2052408, JSTOR 2052408)

- (en) Akhil Gupta, « Revolution in Telengana 1946–1951 (Part One) », The Telengana Rebellion in India, vol. 4, no 1,‎ 1984, p. 1-26

- (en) Dattatreya Narayan Dhanagare, « Social origins of the peasant insurrection in Telangana (1946-51) », Contributions to Indian Sociology, vol. 8, no 1,‎ 1974, p. 109-134